# Beli Kamen, Lučani
Beli Kamen (izvirno srbsko Бели Камен) je naselje v Srbiji, ki upravno spada pod Občino Lučani; slednja pa je del Moraviškega upravnega okraja.

## Demografija
V naselju živi 401 polnoletni prebivalec, pri čemer je njihova povprečna starost 40,8 let (39,1 pri moških in 42,3 pri ženskah). Naselje ima 153 gospodinjstev, pri čemer je povprečno število članov na gospodinjstvo 3,32.
To naselje je, glede na rezultate popisa iz leta 2002, večinoma srbsko, a v času zadnjih treh popisov je opazno zmanjšanje števila prebivalcev.
|  |

| Demografija | Demografija     | Demografija     |
| Leto        | Št. prebivalcev | Št. prebivalcev |
| ----------- | --------------- | --------------- |
|             |                 |                 |
|             |                 |                 |
|             |                 |                 |
|             |                 |                 |
| 1948        | 676             |                 |
| 1953        | 720             |                 |
| 1961        | 745             |                 |
| 1971        | 658             |                 |
| 1981        | 579             |                 |
| 1991        | 543             | 525             |
| 2002        | 514             | 508             |
|             |                 |                 |

| Etnična sestava po popisu iz leta 2002 | Etnična sestava po popisu iz leta 2002 | Etnična sestava po popisu iz leta 2002 | Etnična sestava po popisu iz leta 2002 | Etnična sestava po popisu iz leta 2002 |
| -------------------------------------- | -------------------------------------- | -------------------------------------- | -------------------------------------- | -------------------------------------- |
| Srbi                                   | Srbi                                   |                                        | 503                                    | 99,01%                                 |
| Romuni                                 | Romuni                                 |                                        | 1                                      | 0,19%                                  |
| Neznano                                | Neznano                                |                                        | 3                                      | 0,59%                                  |